# Вілла «Колиба»
Вілла «Колиба» (пол. Willa «Koliba», англ. Museum of Zakopane Style at Villa Koliba) — філія Татранського музею в Закопане. Вона була першою дерев'яною будівлею збудованою у закопанському стилі.

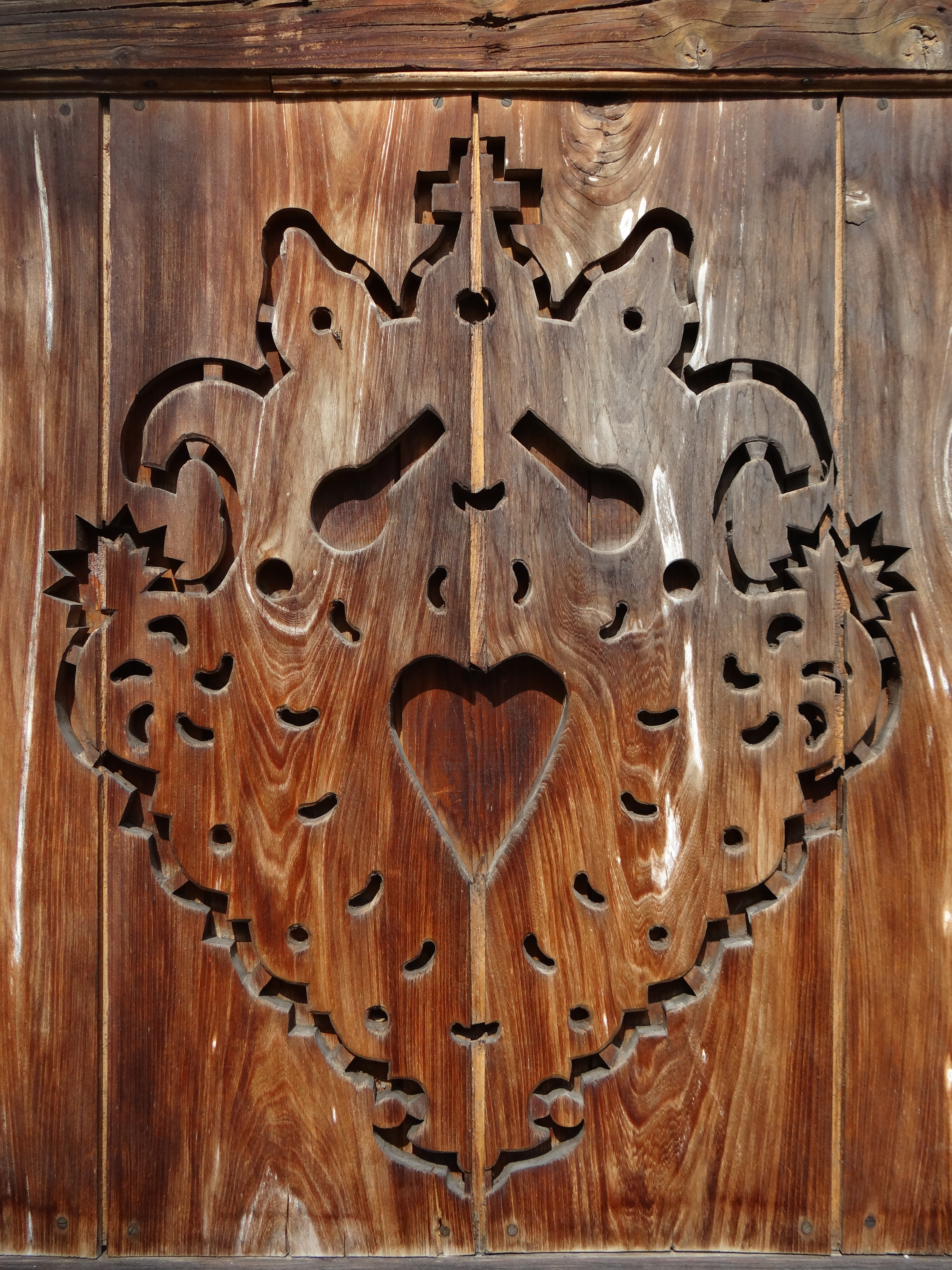

Назва «колиба» поширена серед гірських жителів Карпат і означає сезонне житло чабанів і лісорубів. Звичайно, воно нічим не нагадує будівлю вілли, а є тимчасовим житлом карпатських пастухів під час випасання худоби на гірських полонинах. Часом вони тут також можуть виготовляти різні сорти сирів.
Походження назви вілли відображає лише любов до гір та захоплення стилем життя горян її проєктанта — маляра́, мистецького критика та письменника Станіслава Віткевича та замовника будівлі — поміщика з України Зигмунта Гнатовського, який хотів побудувати літній відпочинковий будинок в Закопане і фінансував його побудову.

## Історія
У другій половині XIX століття в Закопане будинки для відпочинку будувалися переважно у тірольському та швейцарському стилях. Станіслав Віткевич, з метою захисту від зовнішніх стилістичний впливів, хотів створити свій унікальний стиль, що був би пов'язаний з місцевим будівництвом. На початку 90-х років XX століття вілла «Колиба» стала резиденцією Музею закопанського стилю імені Станіслава Віткевича, який є філією Татранського музею в Закопане.

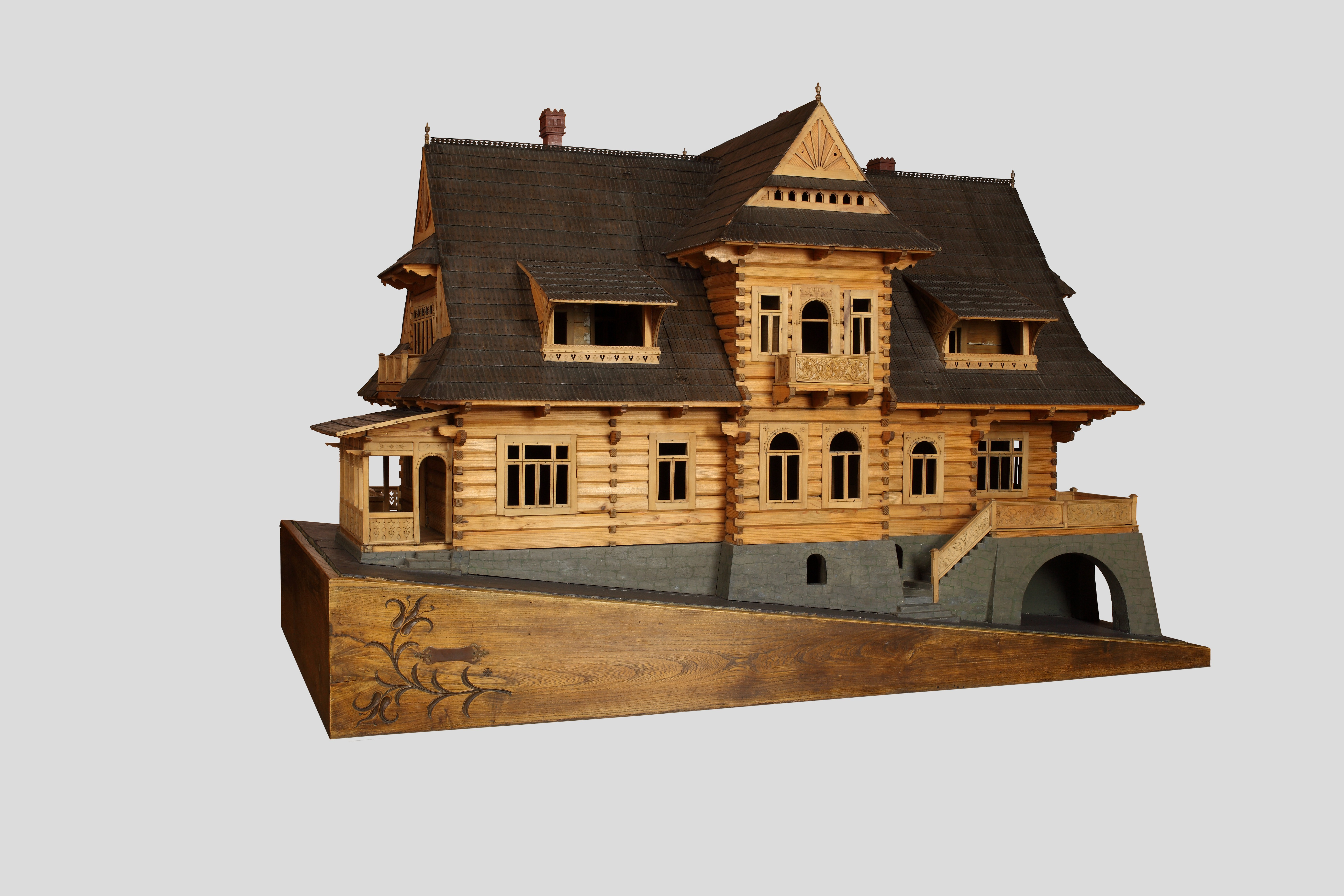
Модель вілли «Під ялицями»
в музеї. 1899

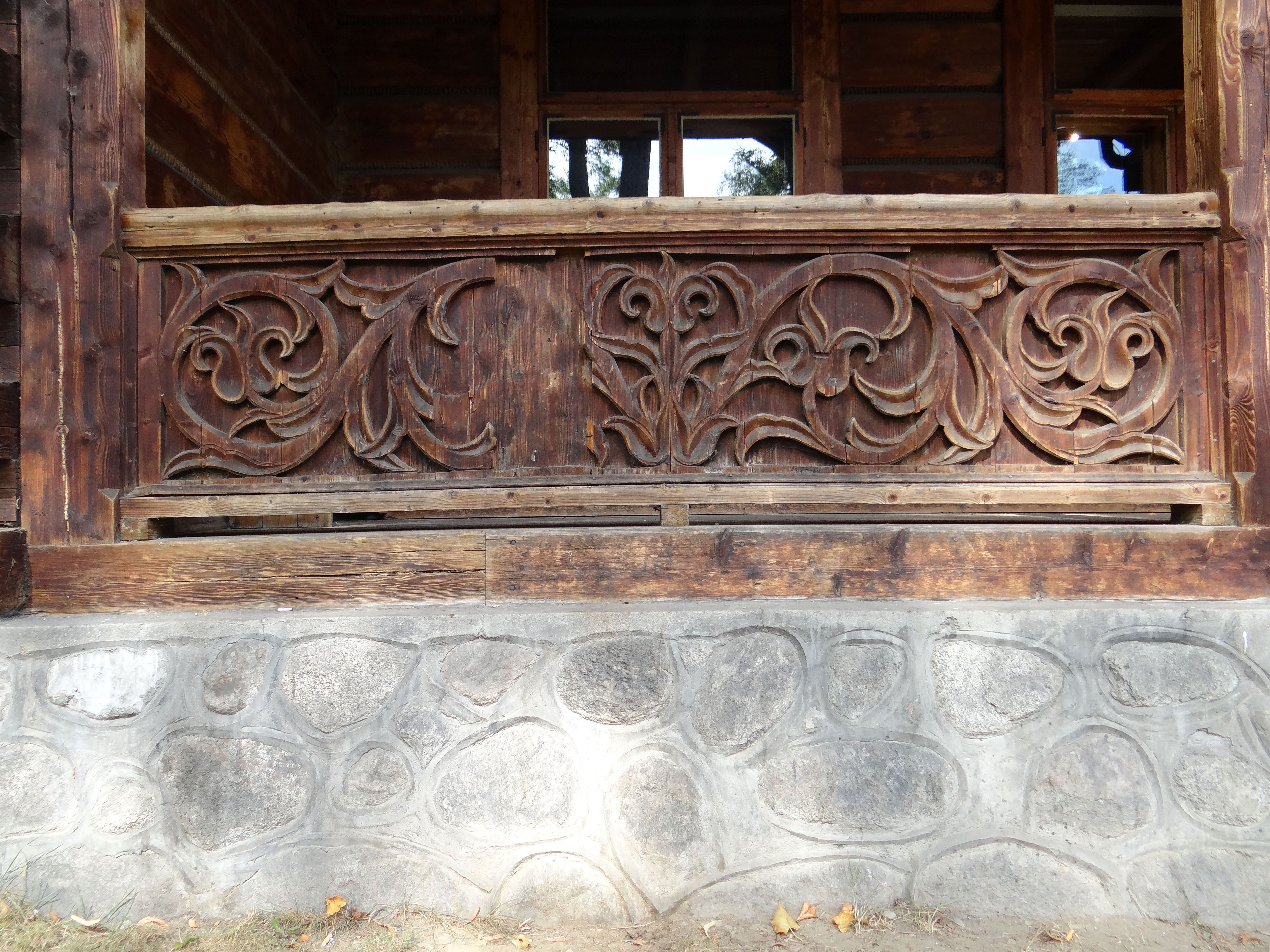
Різьблене поруччя ґанку. 2012

Спочатку про музей навіть не йшлося, це мала бути проста хата горян — гуралів, у якій Гнатовський хотів розмістити зібрану ним етнографічну колекцію. У 1891 році були зроблені ескізи будинку, а в 1892—1893 роках на вул. Костелській місцевими майстрами під керівництвом Віткевича була побудована вілла.
Після вілли «Колиба» Віткевич запроєктував ще кілька подібних дерев'яних відпочинкових будівель. Найкращою з них є вілла «Під ялицями». За його планами у 1913 році був побудований цегляний головний корпус Татранського музею в Закопане.
У 1901 році до західного крила вілли «Колиба» зробили прибудову — «гірську хату», де розмістили етнографічну колекцію. А у вищому, західному крилі, на першому поверсі були вітальня і спальня, на другому поверсі — спальня Гнатовського та кімната для слуги. Для вілли були спеціально розроблені печі, меблі, карнизи, штори і навіть дрібні вироби ковальського ремесла — ручки і замки для дверей.
У 1906 році Зигмунт Гнатовський помер не залишивши спадкоємців, тому віллу продали. Наступні власники вілли не розуміли задуму створення цієї будівлі і не дбали про її стан. Колекція, яку зібрав Гнатовський, опинилася в Татранському музеї.

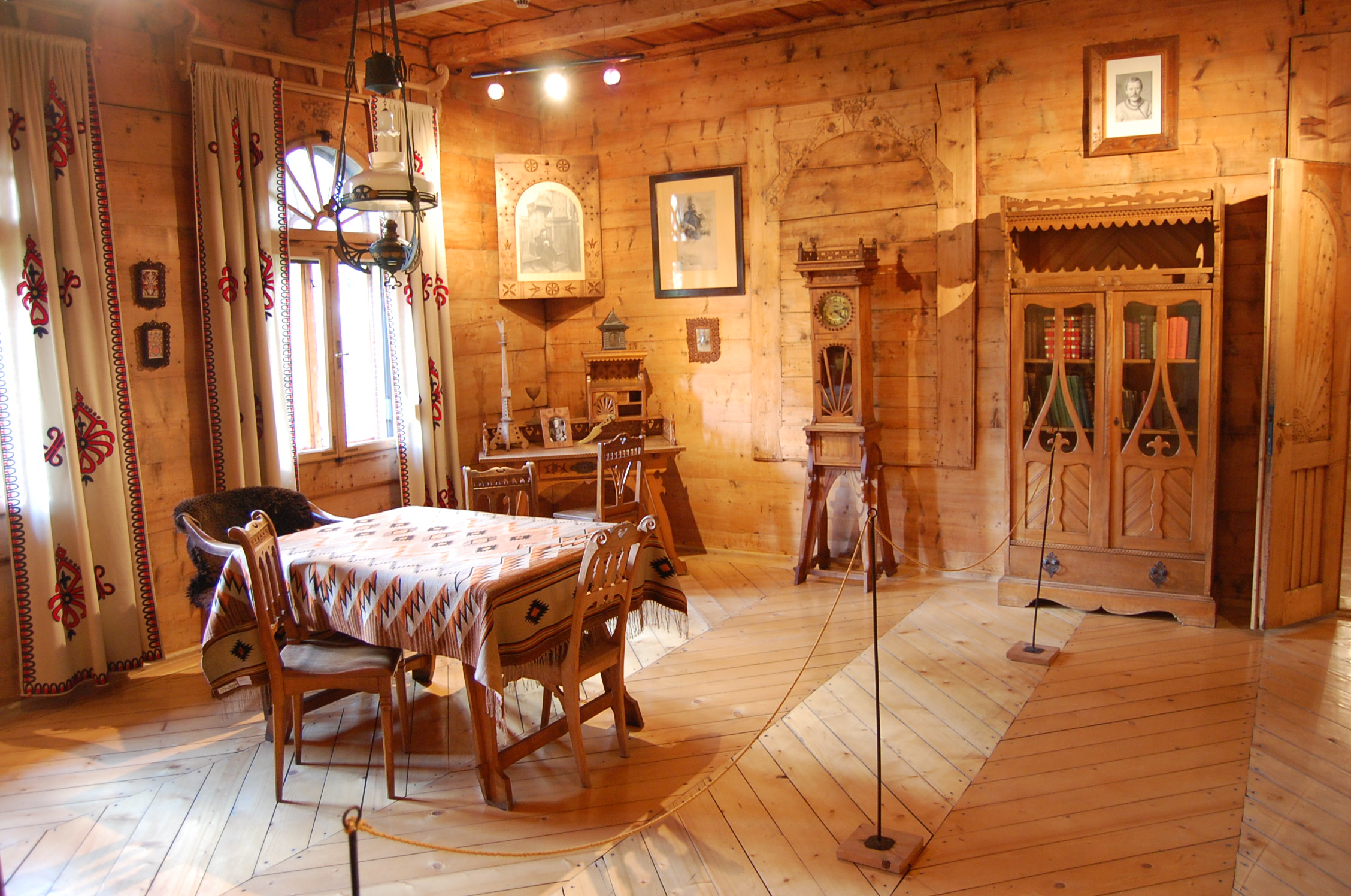
Інтер'єр музею «Вілла „Колиба“»

У 1935 році на аукціоні віллу, як будинок для відпочинку, купив Військово залізничний вишкіл (пол. Kolejowe Przysposobienie Wojskowe) — воєнізована організація асоціації співробітників Польської залізниці. Будинок був переобладнаний: розібрали старі печі, замінили підлоги, викинули старі меблі. У відповідності до тогочасної моди змінився дизайн фасаду та інтер'єру, з'явилися мотиви, характерні для арт-деко.
Під час війни вілла шкоди не зазнала, оскільки була резиденцією гітлерюгенд. Після війни вона знову була будинком відпочинку, а пізніше, аж до грудня 1981 року, Будинком дитини.
У 1984 році Татранський музей розпочав ремонт покинутого будинку. В грудні 1993 року у віллі відкрили Музей закопанського стилю, який є філією Татранського музею імені Тита Халубинського в Закопане.
Колиба відкриває коротку, тому що тільки двадцятирічну, історію закопанського стилю. Крім вілли «Колиба» Віткевич запроєктував ще кілька дерев'яних, декорованих будинків готельного типу в Закопане, в тому числі один з найгарніших — віллу «Під ялицями». Він також проєктував меблі, різні предмети повсякденного використання. За його планами також побудований у 1913 році цегляний головний корпус Татранського музею.

## Експозиція музею

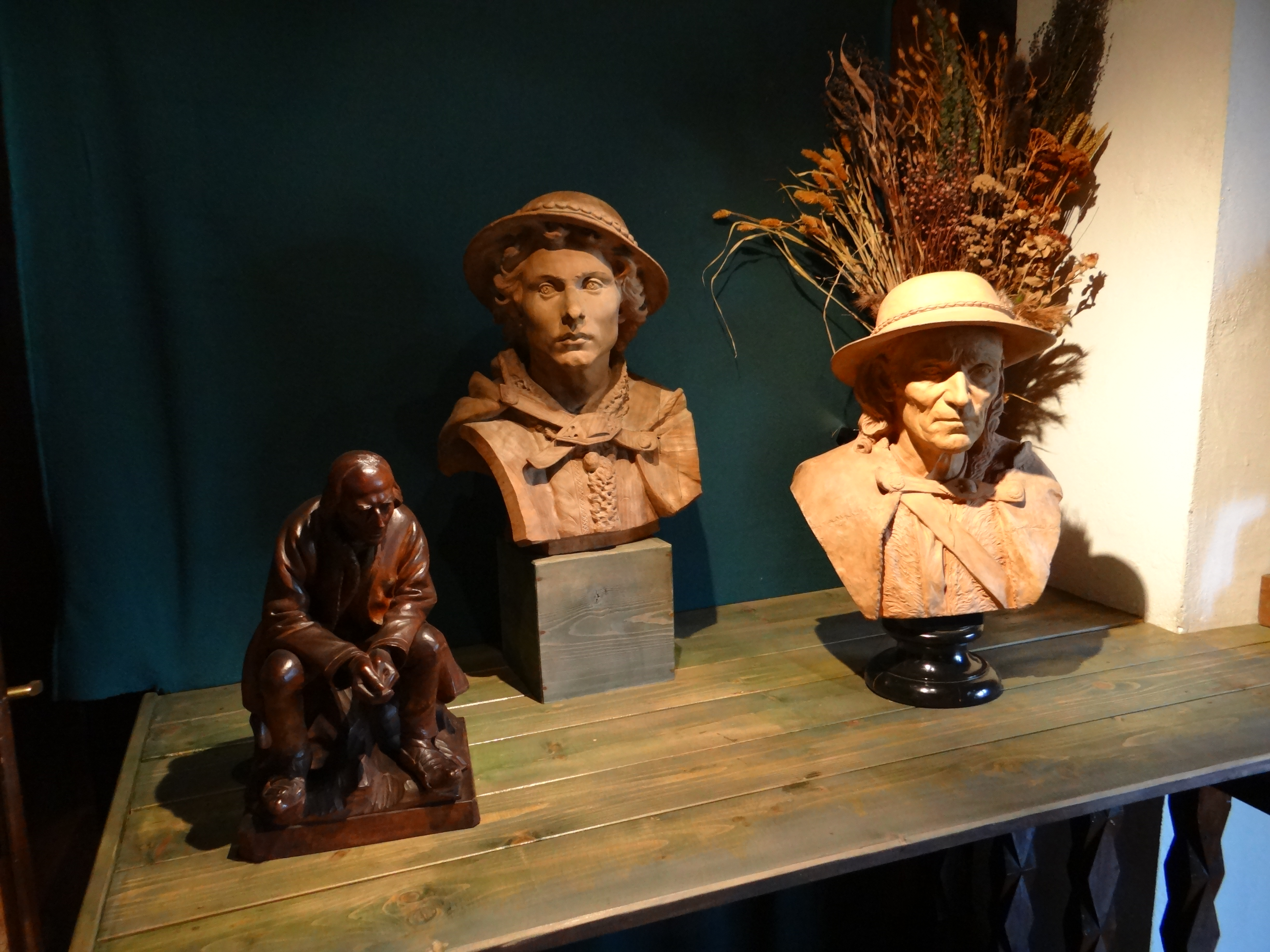
Дерев'яні фігурки

Для відвідування в музеї доступні 5 кімнат у старшій, вищій частині будинку, а в нижчій, новішій частині, розміщена етнографічна колекція засновника «Колиби» — Зигмунта Гнатовського. Музейні інтер'єри оформив Врадислав Гасьор.
Цікавими є зібрані побутові предмети: відра та глечики, форми для масла і осципків, ложки, інструменти, вирізані фігурки, серветки і килими. Притягують увагу меблі запроєктовані Станіславом Віткевичем, Войцехом Брегою та Станіславом Барабашем. Тут також виставлені ескізи різних проєктів Станіслава Віткевича та його портрети намальовані Яцком Мальчевським.